# Trònion
Trònion (grec antic: Θρόνιον, llatí: Thronium) era la capital de la Lòcrida Epicnèmida, situada a 20 estadis de la costa i a 30 estadis d'Escarfea, a la riba del riu Boagri. Homer l'esmenta al Catàleg de les naus de la Ilíada. Estrabó la situa al mateix lloc, i diu que el riu Boàgrios normalment estava sec o era com un petit rierol.
Després va ser destruïda destruïda en part per un terratrèmol. A l'inici de la guerra del Peloponès, l'any 431 aC, els atenesos van ocupar Trònion, segons Tucídides. A la Guerra Sagrada la va ocupar Onomarc, cap dels focis, que va vendre els seus habitants com esclaus i repoblada amb focis. Escílax de Carianda ja diu que era una ciutat de la Fòcida. Les seves restes es troben al llogaret anomenat Paleokastro.